# Ngwenya (Ort)
Koordinaten: 26° 14′ S, 31° 2′ O

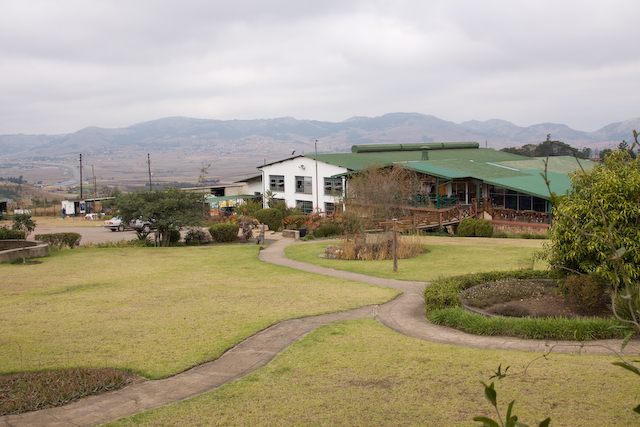
Ngwenya Glass Factory

Ngwenya ist ein Ort in Eswatini. Er liegt im Westen des Landes, gehört zur Region Hhohho und hat rund 1000 Einwohner. Der Ort liegt etwa 1357 Meter über dem Meeresspiegel nordwestlich von Mbabane, nahe der Grenze zwischen Eswatini und Südafrika.
Ngwenya liegt an der Fernstraße MR3, die die Hauptstadt Mbabane mit der südafrikanischen Provinz Mpumalanga verbindet. Nahe dem Ort befindet sich der Grenzübergang Ngwenya/Oshoek.
In Ngwenya gibt es eine Glasbläserei.

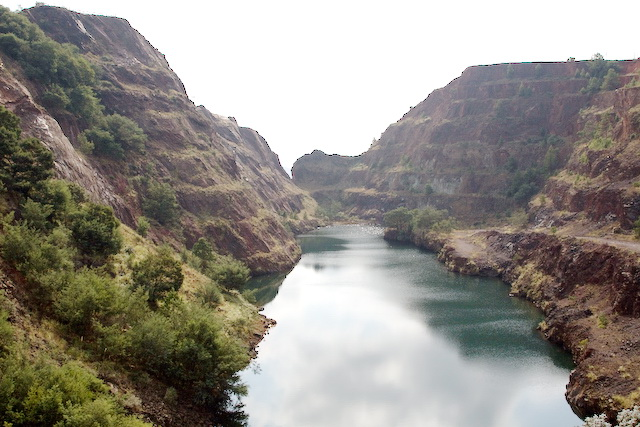
Ngwenya Mine

Nördlich des Ortes liegt die Ngwenya Mine, die als ältestes Bergwerk der Welt gilt. Es soll schon vor 42.000 Jahren von Frühmenschen zum Abbau von Roteisenstein genutzt worden sein. Vorfahren der San sollen hier Rotocker für Felsmalereien gewonnen haben. Von 1958 bis 1979 wurde Eisenerz im Tagebau gefördert.
Auch das rund 18.000 Hektar große Malolotja Nature Reserve liegt nördlich von Ngwenya.